# كورت دوس
كورت دوس (بالإنجليزية: Kurt Doss)‏ هو ممثل أمريكي، ولد في 18 سبتمبر 1996 في إيري في الولايات المتحدة.

## وصلات خارجية
- كورت دوس على موقع IMDb (الإنجليزية)